# Kalanchoe paniculata
Kalanchoe paniculata är en fetbladsväxtart som beskrevs av William Henry Harvey. Kalanchoe paniculata ingår i släktet Kalanchoe och familjen fetbladsväxter. Inga underarter finns listade i Catalogue of Life.

## Bildgalleri

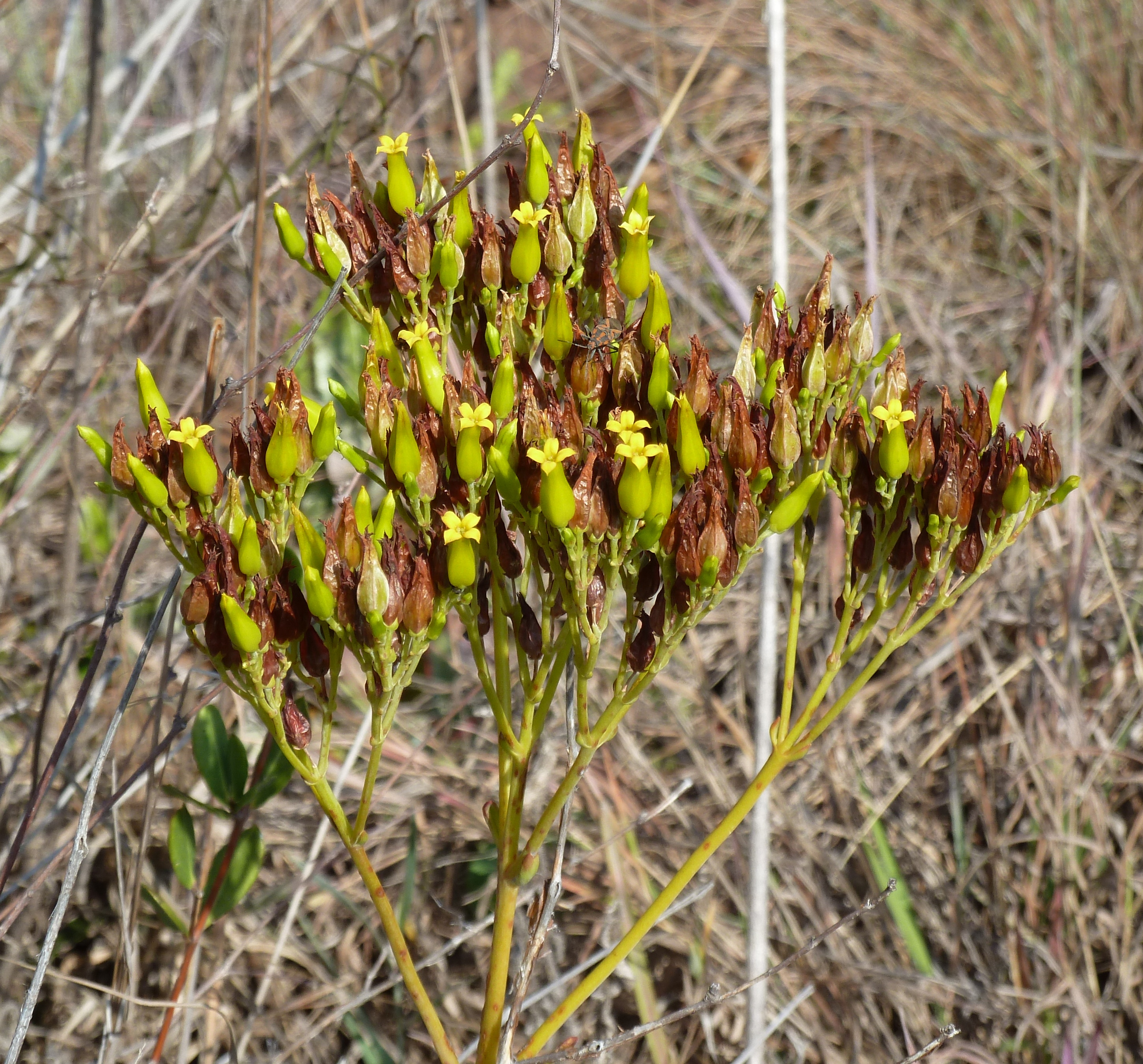